# المحمدية (محافظة ثار)
المحمدية هو مركزٌ سعوديٌ تابعٌ لمحافظة ثار التابعة لمنطقة نجران، في المملكة العربية السعودية. المركز من الفئة (ب)، ورمزه 2458 حسب دليل الترميز الموحد للمناطق الإدارية بالمملكة العربية السعودية.